# Qualificazioni al campionato mondiale di calcio 1986
121 squadre partecipano alle qualificazioni per il Campionato mondiale di calcio 1986 per un totale di 24 posti disponibili per la fase finale. È il primo mondiale dove l'OFC concorre da solo in un percorso di qualificazione. Il Messico (come paese ospitante) e l'Italia (come campione in carica) sono qualificate automaticamente, lasciando così solo 22 posti per la fase finale.
I 24 posti disponibili per la Coppa del Mondo 1986 sono suddivisi tra le confederazioni nei seguenti modi:
- Europa (UEFA): 13,5 posti, di cui uno già occupato dall'Italia; gli altri 12,5 posti sono contesi da 32 squadre. La peggiore seconda classificata dei gruppi di quattro squadre si qualifica allo Spareggio UEFA-OFC.
- Sud America (CONMEBOL): 4 posti, contesi da 10 squadre.
- Nord America, Centro America e Caraibi (CONCACAF): 2 posti, di cui uno già occupato dal Messico; l'altro posto è conteso da 17 squadre ed è riservato al vincitore del Campionato CONCACAF 1985.
- Africa (CAF): 2 posti, contesi da 29 squadre.
- Asia (AFC): 2 posti, contesi da 27 squadre.
- Oceania (OFC): 0,5 posti, contesi da 4 squadre (compresi Israele e Taipei cinese). Il vincitore si qualifica allo Spareggio UEFA-OFC.

110 squadre hanno giocato almeno una partita di qualificazione; le partite giocate sono state 308, con 801 gol segnati (con una media di 2,60 a partita).
Il sorteggio per determinare il calendario e la composizione dei gruppi eliminatori si è svolto a Zurigo il 7 dicembre 1983.

## Zone continentali
UEFA
Gruppo 1 -  Polonia qualificata.
Gruppo 2 -  Germania Ovest e  Portogallo qualificate.
Gruppo 3 -  Inghilterra e  Irlanda del Nord qualificate.
Gruppo 4 -  Francia e  Bulgaria qualificate.
Gruppo 5 -  Ungheria qualificata.
Gruppo 6 -  Danimarca e  Unione Sovietica qualificate.
Gruppo 7 -  Spagna qualificata;  Scozia qualificata allo Spareggio UEFA-OFC.
Spareggio -  Belgio qualificato.
CONMEBOL
Gruppo 1 -  Argentina qualificata.
Gruppo 2 -  Uruguay qualificata.
Gruppo 3 -  Brasile qualificato.
Spareggi -  Paraguay qualificato.
CONCACAF
 Canada qualificato.
CAF
 Algeria e  Marocco qualificate.
AFC
 Iraq e  Corea del Sud qualificate.
OFC
 Australia qualificata allo Spareggio UEFA-OFC.

## Spareggi intercontinentali
Incontri di andata e ritorno, il vincitore si qualifica.

### Spareggio UEFA-OFC
| Data             | Luogo     | Squadra 1 | Risultato | Squadra 2 |
| ---------------- | --------- | --------- | --------- | --------- |
| 20 novembre 1985 | Glasgow   | Scozia    | 2 - 0     | Australia |
| 4 dicembre 1985  | Melbourne | Australia | 0 - 0     | Scozia    |

 Scozia qualificata.

## Squadre qualificate

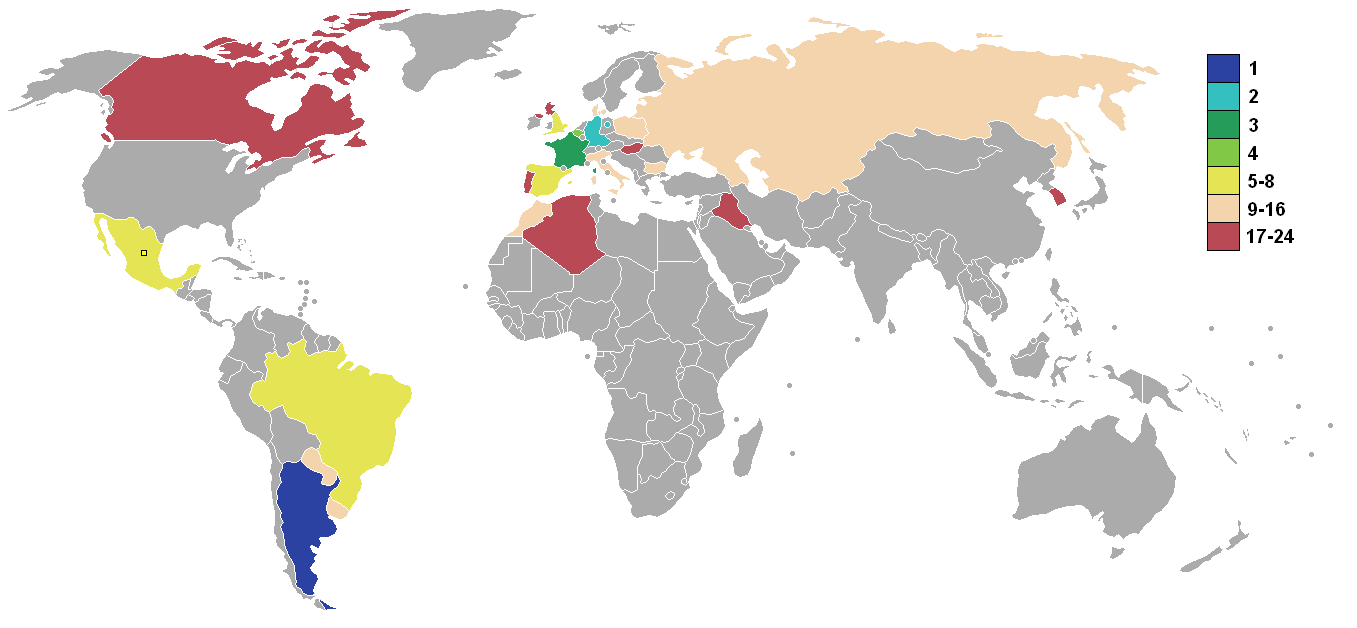
Squadre qualificate

| Squadra          | Numero di presenze | Numero di presenze consecutive | Ultima apparizione |
| ---------------- | ------------------ | ------------------------------ | ------------------ |
| Algeria          | 2                  | 2                              | 1982               |
| Argentina        | 9                  | 4                              | 1982               |
| Belgio           | 7                  | 2                              | 1982               |
| Brasile          | 13                 | 13                             | 1982               |
| Bulgaria         | 5                  | 1                              | 1974               |
| Canada           | 1                  | 1                              | esordiente         |
| Corea del Sud    | 2                  | 1                              | 1954               |
| Danimarca        | 1                  | 1                              | esordiente         |
| Francia          | 9                  | 3                              | 1982               |
| Germania Ovest   | 11                 | 9                              | 1982               |
| Inghilterra      | 8                  | 2                              | 1982               |
| Iraq             | 1                  | 1                              | esordiente         |
| Irlanda del Nord | 3                  | 2                              | 1982               |
| Italia           | 11                 | 7                              | 1982               |
| Marocco          | 2                  | 1                              | 1970               |
| Messico          | 9                  | 1                              | 1978               |
| Paraguay         | 4                  | 1                              | 1958               |
| Polonia          | 5                  | 4                              | 1982               |
| Portogallo       | 2                  | 1                              | 1966               |
| Scozia           | 6                  | 4                              | 1982               |
| Spagna           | 7                  | 3                              | 1982               |
| Ungheria         | 9                  | 3                              | 1982               |
| Unione Sovietica | 6                  | 2                              | 1982               |
| Uruguay          | 8                  | 1                              | 1974               |